# نائوکو فوکاتسو
نائوکو فوکاتسو (انگلیسی: Naoko Fukatsu؛ زادهٔ ۱۹۴۴) یک بازیکن تنیس روی میز اهل ژاپن است. 
وی در مسابقات کشوری و بین‌المللی در مجموع برنده ۵ مدال طلا، ۴ مدال نقره، ۱ مدال برنز شده‌است.